# Можен, Жерар
Жерар Альбер Можен (фр. Gérard Albert Maugin; 2 декабря 1944, Анже — 22 сентября 2016 Вильжюиф) — французский ученый-инженер, математик и физик. Почетный профессор Московского государственного университета (2000). Лауреат премии Макса Планка (2001).

## Биография
Родился 2 декабря 1944 года в Анже (Франция).
Получил степень инженера в области машиностроения в 1966 году в Высшей национальной школе искусств и ремесел (ENSAM) и продолжил обучение в школе воздухоплавания SupAéro в Париже до 1968 года.
В 1966 году работал в Министерстве обороны Франции в области создания баллистических ракет.
В 1968 году получил степень (DEA) в области гидродинамики в Париже.
В 1969 году получил степень магистра в Принстонском университете, который окончил в 1971 году (доктор философии).
с 1968 по 1970 год — в НАСА (Международный научный сотрудник).
В 1971/72 году — офицер ВВС Франции.
В 1975 году получил докторскую степень по математике (Doctorat d’Etat) в Парижском университете VI (Пьер и Мария Кюри), где также преподавал и руководил группой в Laboratoire de Mécanique Théorique, проводя исследования с 1985 года в области механики сплошных сред и теоретической механике.
После изменения названия на Лабораторию моделирования в механике (LMM) возглавил её с 1998 года. С 1979 года был директором по исследованиям в CNRS.
Приглашенный профессор и приглашенный ученый в Принстоне, Белграде, Варшаве, Стамбуле, в Королевском технологическом институте в Стокгольме, в Техническом университете Берлина, Рима, Тель-Авива, Ломоносовском университете (Москва), Киото, Дармштадта и Беркли.

## Научная деятельность
Автор и соавтор почти 350 статей в международных журналах и 200 докладов на международных конференциях.
Основные достижения в области механики сплошных сред, включая релятивистскую механику сплошных сред, микромагнетизм, электродинамику сплошных сред, термомеханику, поверхностные волны и нелинейные волны в сплошных средах, динамику решетки, уравнения материалов и биомеханические приложения (рост тканей).
Также внес большой вклад во многие области механики сложных сред, в том числе: электромагнитно-механические связи, материалы с микроструктурой, теорию конфигурационных сил, нелинейные явления, биомеханику, подход к внутренним переменным, нелинейные волны.
В последнее годы посвятил себя истории науки и эпистемологии, проявляя особый интерес к таким ученым, как Г. Пиола, П. Дюгем, Г. фон Гельмгольц и братья Коссера.

## Признание, награды
- Премия Gili and Cataldo Agostinelli International Prize — 2016 год.

- Медаль А. Джемаля Эрингена — 2003 год.

- Премия Макса Планка — 2001 год.

- Премия Поля Дуасто — Эмиля Блюте Французской академии наук — 1982 год.

- Медаль CNRS в области физики и техники — 1977 год.

- В 2001 году получил звание почетного доктора Технического университета Дармштадта.

- Член Польской академии наук (1994), Эстонской академии наук и был удостоен звания почётного профессора Московского государственного университета (2001)[6].